# South Hinksey
South Hinksey – wieś i civil parish w Anglii, w hrabstwie Oxfordshire, w dystrykcie Vale of White Horse. Leży 2 km na południe od Oksfordu i 83 km na zachód od Londynu. W 2011 roku civil parish liczyła 393 mieszkańców.